# Cybaeus schusteri
Espèce
Cybaeus schusteri est une espèce d'araignées aranéomorphes de la famille des Cybaeidae.

## Distribution
Cette espèce est endémique de Californie aux États-Unis. Elle se rencontre dans le comté de Napa.

## Étymologie
Cette espèce est nommée en l'honneur de Robert O. Schuster.

## Publication originale
- Bennett, Copley & Copley, 2019 : Cybaeus (Araneae: Cybaeidae): the adenes species group of the Californian clade. Zootaxa, no 4711(2), p. 245-274.